# 常軏
常軏（1446年—？），字時用，山西澤州沁水縣人，民籍，明朝政治人物。

## 生平
山西鄉試第十七名舉人。成化十七年（1481年）中式辛丑科會試第一百五十二名，三甲第一百七十一名進士。

## 家族
曾祖常君美；祖父常謙；父常瑜，倉大使。母楊氏。永感下。